# Andrea Costa (violinista)
Andrea Costa (Cesena, 7 gennaio 1971) è un violinista italiano, membro e fondatore dei Quintorigo.
Violinista, è un musicista molto richiesto nella sezione archi delle migliori orchestre classico-contemporanee, spesso come primo violino.

## Biografia
Ha conseguito il diploma in violino presso il Conservatorio "G.Rossini" di Pesaro nel 1993.
Nel 1996 fonda con il fratello Gionata, Valentino Bianchi, Stefano Ricci e John De Leo i Quintorigo, con i quali raggiunge la notorietà a livello nazionale, soprattutto per la partecipazione al Festival di Sanremo 2001.
Ha al suo attivo collaborazioni con artisti quali Carmen Consoli, Franco Battiato, Andrea Bocelli, Enrico Rava, Roberto Gatto, Antonello Salis, Ivano Fossati, Elisa Ridolfi.
Svolge anche attività di insegnante di violino presso l'Accademia 49 di Cesena e anche a  Predappio

## Fonti web
- Archivio RAI
- Accademia49 - Officina della Musica e delle Arti